# Alexander Sulzer
Alexander Sulzer, född 30 maj 1984 i Kaufbeuren, är en tysk professionell ishockeyspelare som spelar för Kölner Haie i DEL. Sulzer har tidigare spelat för NHL-lagen Nashville Predators, Florida Panthers, Vancouver Canucks och Buffalo Sabres.
På den internationella hockeyscenen har Sulzer representerat Tyskland i VM 2005 och 2006 samt i OS 2006 och 2010.

## Statistik

### Klubbkarriär
| 2000–01    | ESV Kaufbeuren      | Oberliga      | 35  | 2  | 7  | 9  | 18  |    |   |   |    |    |
| 2001–02    | ESV Kaufbeuren      | Oberliga      | 18  | 1  | 9  | 10 | 14  | —  | — | — | —  | —  |
| 2002–03    | ESV Kaufbeuren      | 2. Bundesliga | 26  | 4  | 3  | 7  | 38  | 1  | 0 | 1 | 1  | 38 |
| 2002–03    | Hamburg Freezers    | DEL           | 18  | 4  | 9  | 13 | 18  | 5  | 0 | 0 | 0  | 12 |
| 2003–04    | DEG Metro Stars     | DEL           | 46  | 4  | 1  | 5  | 56  | 4  | 0 | 0 | 0  | 8  |
| 2004–05    | DEG Metro Stars     | DEL           | 42  | 5  | 6  | 11 | 68  | —  | — | — | —  | —  |
| 2005–06    | DEG Metro Stars     | DEL           | 48  | 3  | 15 | 18 | 82  | 13 | 3 | 6 | 9  | 22 |
| 2006–07    | DEG Metro Stars     | DEL           | 44  | 4  | 11 | 15 | 82  | 9  | 2 | 1 | 3  | 20 |
| 2007–08    | Milwaukee Admirals  | AHL           | 61  | 7  | 25 | 32 | 47  | —  | — | — | —  | —  |
| 2008–09    | Milwaukee Admirals  | AHL           | 48  | 8  | 26 | 34 | 36  | —  | — | — | —  | —  |
| 2008–09    | Nashville Predators | NHL           | 2   | 0  | 0  | 0  | 0   | —  | — | — | —  | —  |
| 2009–10    | Milwaukee Admirals  | AHL           | 36  | 7  | 23 | 30 | 8   | 7  | 1 | 5 | 6  | 2  |
| 2009–10    | Nashville Predators | NHL           | 20  | 0  | 2  | 2  | 4   | —  | — | — | —  | —  |
| 2010–11    | Nashville Predators | NHL           | 31  | 1  | 3  | 4  | 14  | —  | — | — | —  | —  |
| 2010–11    | Florida Panthers    | NHL           | 9   | 0  | 1  | 1  | 0   | —  | — | — | —  | —  |
| 2011–12    | Vancouver Canucks   | NHL           | 12  | 0  | 1  | 1  | 2   | —  | — | — | —  | —  |
| 2011–12    | Buffalo Sabres      | NHL           | 15  | 3  | 5  | 8  | 6   | —  | — | — | —  | —  |
| 2012–13    | ERC Ingolstadt      | DEL           | 21  | 2  | 14 | 16 | 8   | —  | — | — | —  | —  |
| 2012–13    | Buffalo Sabres      | NHL           | 17  | 3  | 1  | 4  | 10  | —  | — | — | —  | —  |
| 2013–14    | Rochester Americans | AHL           | 10  | 2  | 5  | 7  | 2   | —  | — | — | —  | —  |
| 2013–14    | Buffalo Sabres      | NHL           | 25  | 0  | 2  | 2  | 8   | —  | — | — | —  | —  |
| 2014–15    | Kölner Haie         | DEL           | 44  | 6  | 20 | 26 | 36  | —  | — | — | —  | —  |
| DEL totalt | DEL totalt          | DEL totalt    | 266 | 24 | 68 | 92 | 345 | 31 | 5 | 7 | 12 | 62 |
| NHL totalt | NHL totalt          | NHL totalt    | 131 | 7  | 15 | 22 | 44  | —  | — | — | —  | —  |